# Dirk Rudolph Gevers Deynoot

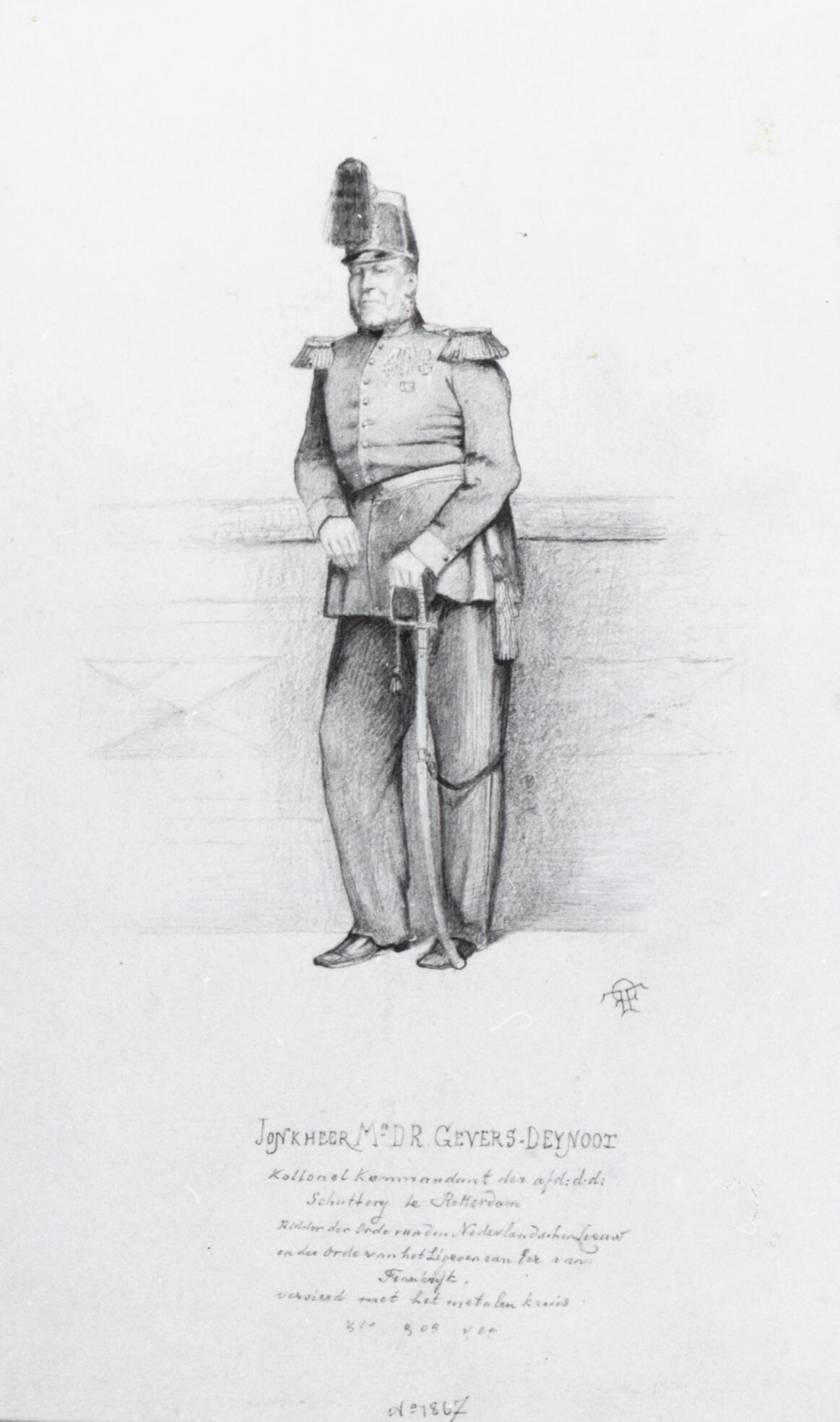
1867

Dirk Rudolph Gevers Deynoot (Rotterdam, 1 april 1807 - Loosduinen, 3 april 1877) was kantonrechter in Rotterdam en lid Provinciale Staten van Zuid-Holland. Hij was tevens als kolonel commandant der afdeling Schutterij in Rotterdam. Op het Burgemeester Françoisplein in Den Haag staat een monument te zijner gedachtenis. 

## Biografie
Gevers was een zoon van jhr. mr. Abraham Gevers Deynoot (1776-1845), vicepresident van de arrondissementsrechtbank te Rotterdam, en Marguaritha Catharina Wyckerheld Bisdom (1777-1844). Hij woonde op landgoed Rusthoek in Loosduinen. In 1847 was hij medeoprichter van de Hollandsche Maatschappij van Landbouw, een organisatie van boeren in Noord- en Zuid-Holland. Hij speelde een belangrijke rol in deze organisatie en was er secretaris van. Na zijn overlijden werd de hofstede van Rusthoek gesloopt en werd de grond verkocht aan tuinders.

## Onderscheidingen
- Ridder Orde van de Nederlandse Leeuw
- Orde van het Legioen van Eer van Frankrijk
- versierd met het metalen kruis.[1]

## Monument

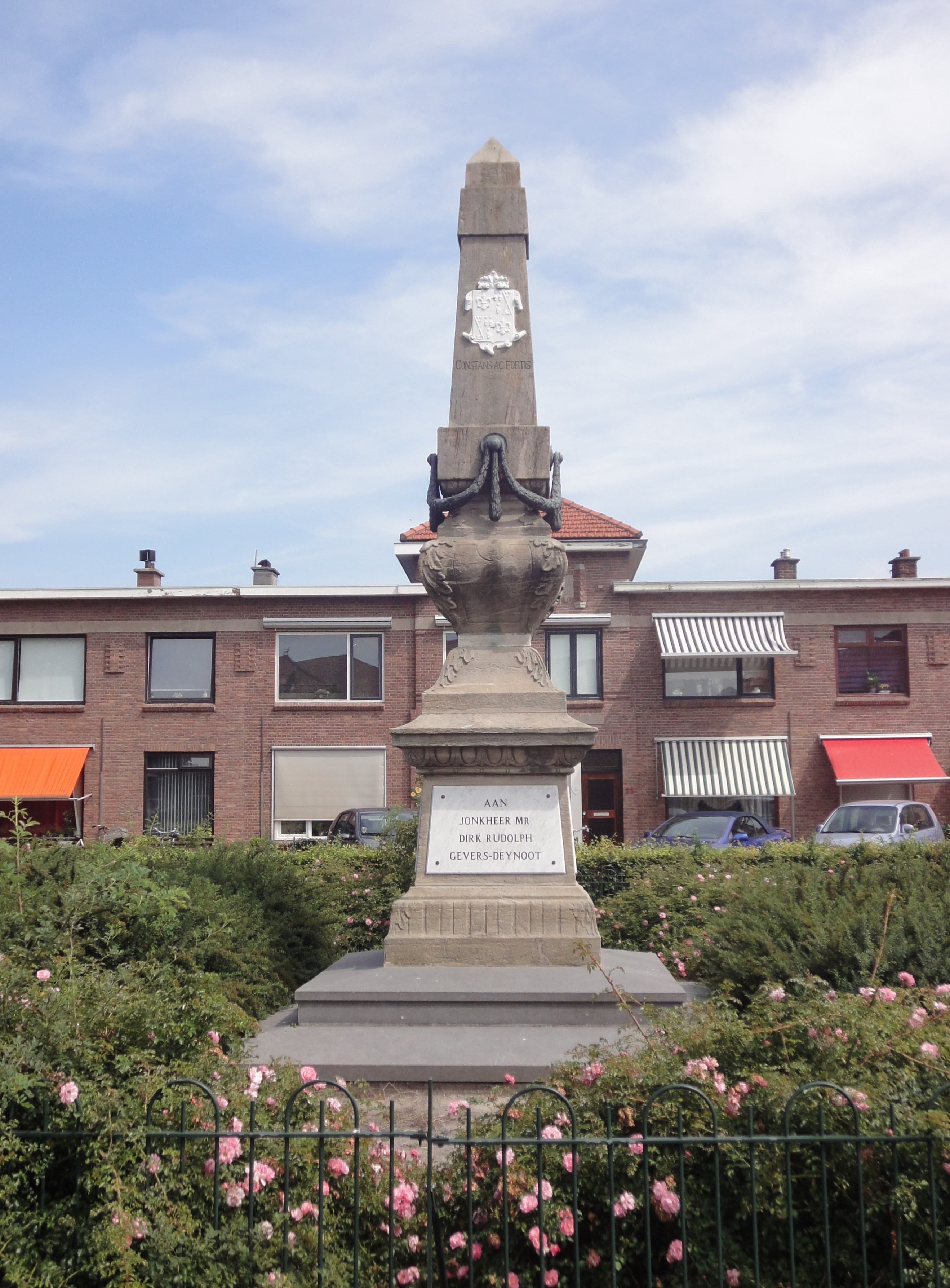
Gedenkmonument jonkheer mr. D.R. Gevers Deynoot

In 25 mei 1878 werd te zijner gedachtenis een monument onthuld. Het ontwerp is van de architect André van den Brink. Het monument is vervaardigd door de Dordtse steenhouwer A.P. Schotel. Het ongeveer zeven meter hoge gedenkteken werd langs de straatweg bij Rusthoek geplaatst. In 1909 werd het verplaatst naar het Copernicusplein en in 1928 naar het Burgemeester Françoisplein (coördinaten 52° 3′ 15″ NB, 4° 14′ 36″ OL).
- International Standard Name Identifier: 0000 0003 9289 5835
- Nederlandse Thesaurus van Auteursnamen: 072184892
- Virtual International Authority File: 287047759
- WorldCat: E39PBJf4dqQvDmcKtgGgyYdvpP